# Ken McClure
Ken McClure, właśc. Kenneth J. Begg (ur. 1942 w Edynburgu) – szkocki pisarz, autor thrillerów medycznych, mikrobiolog.

## Życiorys
Wychował się w Edynburgu, spędzając wiele czasu na zabawach nad brzegami kanału Union. Uczęszczał do Craiglockhart Primary School, w której jednym z jego nauczycieli był ceniony szkocki poeta, Norman MacCaig. Wedle słów McClure’a, MacCaig wprowadził go do świata sarkazmu. W Boroughmuir High School języka angielskiego uczył go jeszcze jeden szkocki poeta, Sorley MacLean. Po ukończeniu szkoły średniej chciał pływać na statkach handlowych jako mechanik. Rozpoczął w Glasgow naukę w tym kierunku, ale po roku porzucił szkołę morską, zniechęcony koniecznością zgłębiania przedmiotów nie związanych z jego humanistycznymi zainteresowaniami oraz perspektywą półtorarocznego stażu na Georgii Południowej. Przez kolejny rok zajmował się muzyką, zarabiając na życie jako gitarzysta w zespołach grających pop i jazz. Następnie, wskutek nacisków rodziców, pragnących, by syn podjął bardziej stabilną pracę, Ken zatrudnił się jako laborant w The Edinburgh City Hospital. Tam poznał dr Archiego Wallace’a, bakteriologa, który skłonił go do podjęcia studiów eksternistycznych. W rezultacie Ken najpierw uzyskał magisterium (MA) z dziedziny mikrobiologii na Open University, a następnie doktorat (PhD) na Uniwersytecie Edynburskim, pisząc dysertację z zakresu genetyki molekularnej. W 1980 za swoje prace badawcze został uhonorowany Difco Triennial Prize.
Pracował w The Medical Research Council, małej placówce badawczej Uniwersytetu Edynburskiego. Specjalizował się w dziedzinie podziału komórkowego bakterii, przede wszystkim pałeczki okrężnicy (łac. Escherichia coli). W efekcie badań odkrył nowy gen – ftsK (K – od imienia Ken). Dzięki swoim dokonaniom był zapraszany z wykładami przez wiele uniwersytetów i akademii medycznych na całym świecie. Wyniki swoich prac publikował w prestiżowych periodykach naukowych, m.in. „Journal of Microbiology”.
Thrillery zaczął pisać po naukowej wizycie na Uniwersytecie Telawiwskim, z inspiracji której powstała jego pierwsza powieść Strategia skorpiona. Została jednak wydana dopiero po opublikowaniu w 1985 książki Kryptonim „Kowadło”. Od 2000 Begg alias McClure zajmuje się już wyłącznie pisarstwem. Jego książki zostały przełożone na przeszło 25 języków, ciesząc się dużą popularnością wśród czytelników literatury sensacyjnej.

## Twórczość

### Cykl z dr Stevenem Dunbarem
- Donor (1998) – wyd. pol. Dawca, Amber 1998, tłum. Maciej Pintara
- Deception (2001) – wyd. pol. Spisek, Amber 2001, tłum. Tomasz Wilusz
- Wildcard (2002) – wyd. pol. Joker, Amber 2002, tłum. Maciej Pintara
- The Gulf Conspiracy (2004) – wyd. pol. Zmowa, Amber 2005, tłum. Tomasz Wilusz
- The Eye of the Raven (2005) – wyd. pol. Oko kruka, Amber 2006, tłum. Tomasz Wilusz
- The Lazarus Strain (2007) – wyd. pol. Szczepionka śmierci, Amber 2010, tłum. Krzysztof Uliszewski
- White Death (2009) – wyd. pol. Biała śmierć, Amber 2010, tłum. Tomasz Wilusz
- Dust to Dust (2010) – wyd. pol. W proch się obrócisz, Amber 2010
- Lost Causes (2011) – wyd. pol. Uzdrowiciel, Amber 2012, tłum. Daniel Zych
- The Secret (2013)
- Miasma (2019)

### Inne powieści
- Pestilence (1991) – wyd. pol. Zaraza, Amber 1999, tłum. Władysław Masiulanis
- Requiem (1992) – wyd. pol. Szpital śmierci, Amber 1994, tłum. Elżbieta Lipska
- Crisis (1993) – wyd. pol. Kryzys, Amber 1994, tłum. Władysław Masiulanis
- Chameleon (1994) – wyd. pol. Kameleon, Amber 1997, tłum. Maciej Pintara
- Trauma (1995) – wyd. pol. Trauma, Amber 1997, tłum. Wojciech Jacyno, Tomasz Krzyżanowski
- Pandora’s Helix (1997) – wyd. pol. Spirala Pandory, Amber 1998, tłum. Maciej Pintara
- Resurrection (1999) – wyd. pol. Rekonstrukcja, Amber 2002
- The Tangled Web (2000) – wyd. pol. Sieć intryg, Amber 2000, tłum. Marek Mastalerz
- Past Lives (2006) – wyd. pol. Życie przed życiem, Amber 2006, tłum. Tomasz Wilusz
- Hypocrites' Isle (2008)

### Jako Ken Begg
- The Anvil Agreement (1985) – wyd. pol. Kryptonim „Kowadło”, Amber 2000, tłum. Maciej Pintara
- The Scorpion's Advance (1986) – wyd. pol. Strategia skorpiona, Amber 1997, tłum. Maciej Pintara
- The Trojan Boy (1988) – wyd. pol. Koń trojański, Amber 1999, tłum. Maciej Pintara
- Fenton's Winter (1989) – wyd. pol. Czerwona zima, Amber 1998, tłum. Jan Kabat